# Гётцис
Гётцис (нем. Götzis) — ярмарочный посёлок (нем. Gemeinde) в Австрии, в федеральной земле Форарльберг.
Входит в состав округа Фельдкирх. Площадь общины составляет 14,64 км², население — 11 768 человек (1 января 2021), плотность населения — 803 чел./км². На территории посёлка находятся руины замка Ной-Монфорт.

## Население
| Год  | Численность |
| ---- | ----------- |
| 1869 | 2534        |
| 1889 | 2701        |
| 1890 | 2982        |
| 1900 | 3370        |
| 1910 | 4013        |
| 1923 | 3773        |
| 1934 | 4052        |
| 1939 | 4171        |
| 1951 | 5435        |
| 1961 | 7034        |
| 1971 | 8292        |
| 1981 | 8735        |
| 1991 | 9512        |
| 2001 | 10097       |
| 2011 | 10757       |
| 2021 | 11768       |

## Известные уроженцы
- Никола Хартман (р.1975) — австрийская спортсменка, многократная чемпионка мира и Европы по борьбе.

## Политическая ситуация
Бургомистр коммуны — Вернер Хубер (АНП) по результатам выборов 2005 года.
Совет представителей коммуны (нем. Gemeinderat) состоит из 30 мест.
- АНП занимает 17 мест.
- СДПА занимает 7 мест.
- Зелёные занимают 5 мест.
- АПС занимает 1 место.